# Neuvillette (Aisne)
Neuvillette é uma comuna francesa na região administrativa de Altos da França, no departamento de Aisne. Estende-se por uma área de 6,44 km². Em 2010 a comuna tinha 195 habitantes (densidade: 30,3 hab./km²).